# Fort Heppens

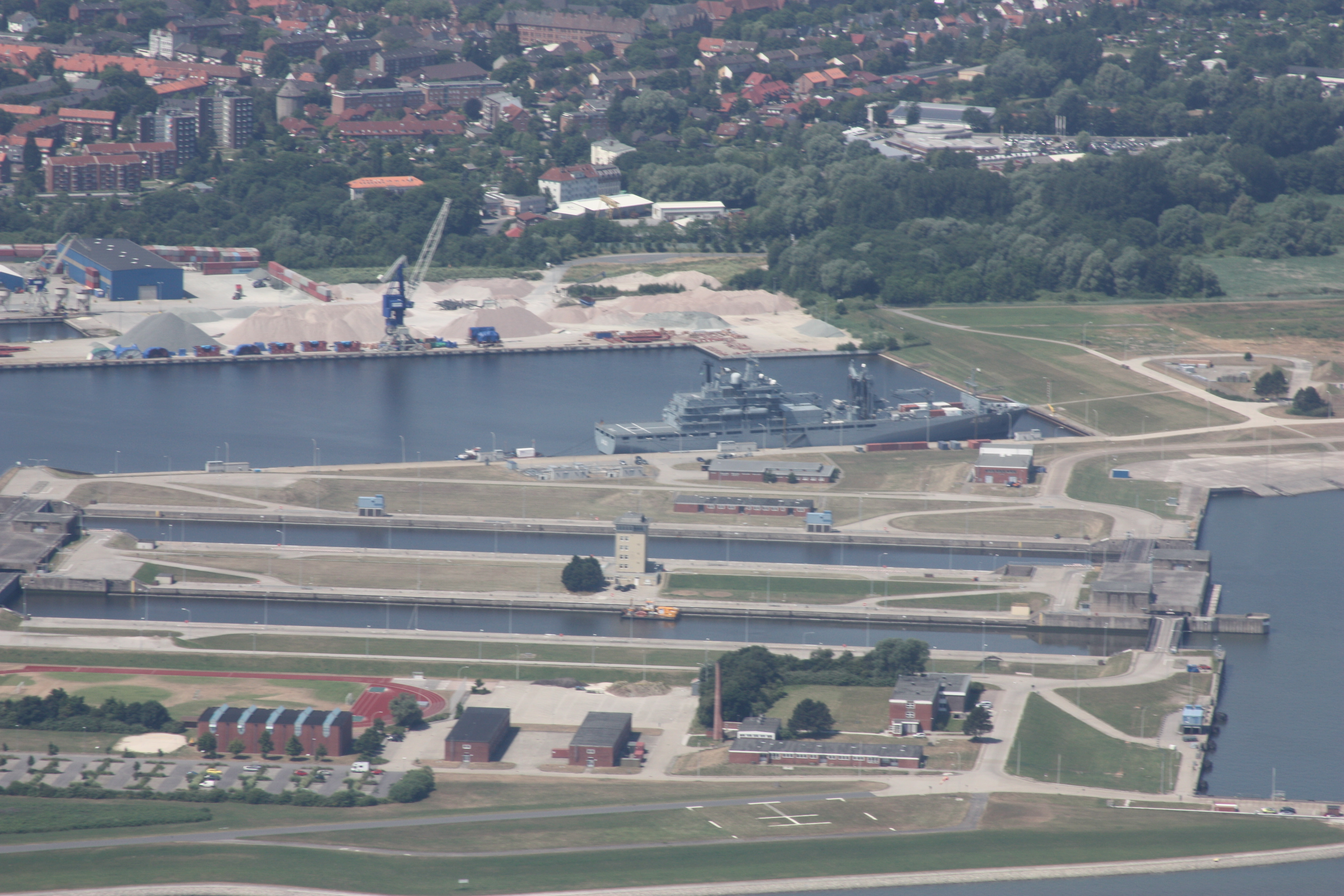
Seeschleuse Wilhelmshaven, der ehemalige Standort des Fort Heppens.

Das Fort Heppens war ein Verteidigungswerk der Jademündung und später Bestandteil des Festungsplans von Wilhelmshaven. Auf der anderen Seite des Jadebusens befand sich mit der Großwürder Batterie ein ähnliches Werk.

## Geschichte

### Franzosenschanze
Im Jahr 1811 wurde unter Napoleon die Heppenser Batterie gebaut, die im Volksmund lange als „Franzosen-Schanze“ bezeichnet wurde. Sie war mit 17 Geschützen ausgestattet die auf dem Dauerfelder Groden standen. Die Franzosen demontierten die Befestigung im Jahr 1813. Die Batterie deckte mit den auf der anderen Jadeseite befindlichen Batterien in Eckwarden und auf dem großen Oberahnschen Feld die Jademündung ab. Die Anlage befand sich auf einer wallartigen Verlängerung des Deiches und verfügte über keine Gebäude oder Verteidigungswerke im direkten Umfeld.

### Errichtung des Forts
Die Übergabe des Jade-Gebietes von Oldenburg an das Königreich Preußen im Jahr 1854 fand bei der Heppenser Batterie statt. Sie war zunächst nur eine provisorische Batterie bewaffnet mit zwei 28-cm-Kanonen und elf 24-cm-Kanonen. Nach dem Deutsch-Französischen-Krieg von 1870/71 wurde das Fort Heppens als Strandbatterie vollendet um die Ostflanke Wilhelmshavens zu schützen, die Bauarbeiten waren im Jahr 1875 abgeschlossen. Das Fort wurde zur Ausbildung von Marinesoldaten genutzt. Unter lebhafter Anteilnahme der Bevölkerung wurde einmal im Jahr ein Kaliberschießen durchgeführt. Für den Bau der Vierten Einfahrt wurde das Fort Heppens geschleift. Eine Fortifikationsstraße verband das Fort Rüstersiel mit dem Fort Heppens, die Straße wurde auf dem Neuer Groder Weg angelegt und mit einer Munitionsbahn ausgestattet. Die Fortifikationsstraße wurde nach dem Zweiten Weltkrieg im südlichen Verlauf umbenannt in Freiligrathstraße und Rüstersieler Straße.